# 魔道士エイボン
『魔道士エイボン』（まどうしエイボン、土星への扉、原題：英: The Door to Saturn）は、アメリカ合衆国のホラー小説家クラーク・アシュトン・スミスが1932年に発表した短編ホラー小説。
ヒューペルボリアの魔道士エイボンの顛末を描く。文献「エイボンの書」の原著者として知られる人物について、寓話的に語られている。東雅夫は「『エイボンの書』の原著者として名高い魔道士の行末が、奇想とユーモアを交えて描かれる。土星の珍妙怪異な博物誌を活写する荘重で耽美的な筆致は、詩人スミスの独壇場だ」と解説している。

## 沿革
スミスによるクトゥルフ神話作品である。書かれた時点ではまだスミス神話であり、後からクトゥルフ神話大系に組み込まれた。
『ストレンジ・ストーリーズ』1932年1月号に掲載され、本作よりも後にスミスは文献「エイボンの書」を創造した。
後に、ロバート・M・プライスら後続作家達が編纂した書籍『エイボンの書』に収録される。解説ページでは「魔術師エイボンが自らの最後を飾る話によって登場するとは、なんと皮肉なことか！」と述べられている。リン・カーターは、この物語の作者を、エイボンの弟子サイロンとした。死の失踪後にサイロンが、魔術で師の顛末を調べて文書に記録したものだという。
邦訳が複数ある。直訳題は『土星への扉』であり、表題の『魔道士エイボン』は意訳の一つ。

## あらすじ
王国で権勢を振るう神官モルギは、魔道士エイボンを敵視し、彼を陥れて捕えるべく出陣する。邪神ゾタクアはエイボンに危機が迫っていることを伝え、追い詰められたエイボンは、異界への扉をくぐり、惑星サイクラノーシュへと逃れる。モルギが乗り込んだとき、エイボンの家はもぬけの殻であり、次元の扉を見つけたモルギは単身後を追う。エイボンにモルギが追い付き、逮捕すると息巻くが、エイボンは場違いだろうと説く。全くわからない異界に二人きり、地球への帰還も望めない。かつての仇敵は、やむをえず旅を共にする状況になる。
神フジウルクォイグムンズハーは、エイボンに「イクイ・オドシュ・オドフクロンク」という謎めいた言葉を告げ、エイボンは託宣と受け取る。2人は、土星人の一種族・ブフレムフロイム族に神の言葉を告げ、彼らは「迷った家畜を連れ戻してきてくれた」両名を賓客としてもてなす。エイボン・モルギとブフレムフロイム族はお互いに敬意を以て付き合うが、エイボンは彼らが実利主義者であるが、神に無関心なことに落胆する。さらに彼らには一風変わった繁殖の風習があった。エイボンとモルギは女王の婿に選ばれ、子作りの名誉を受けるも、あまりの価値観の違いに、2人とんずらして逃げ去る。
続いて2人はイドヒーム族の土地へに至り、エイボンは再び託宣の言葉を口にする。神がエイボンに告げた「立ち去るがよい」というだけの意味の言葉を、イドヒーム族は「町を移動せよ」という神命として受け取る。新しい町グフロムフが出来、エイボンとモルギは終生重用されることとなった。サイクラノーシュでの第二の人生として、魔道士エイボンはゾタクア神の預言者として重んじられ、神官モルギも満足とはいかないが地位を得た。
一方で地球のヒューペルボリアに残された、モルギの部下たちにとっては、大問題であった。標的エイボンを取り逃がした上に、長のモルギは戻って来ない。この出来事は、エイボンが強力なゾタクアの力で脱出しモルギまで連れ去ったのだと、世間には信じられていく。かくしてヒューペルボリアでは、イホウンデーへの信仰は衰退し、陰惨なゾタクア崇拝がはびこるようになる。

## 主な登場人物・用語
- 魔道士エイボン - ムー・トゥーラン半島に居を構える大魔道士。
- 神官モルギ - ヘラジカの女神イホウンデーの神官。ねたみからエイボンを陥れ異端審問にかけようとする。
- ゾタクア - ツァトゥグァの異称。土星から地球に飛来した。崇拝者エイボンに魔術の力と、土星への扉となる金属板を授ける。
- フジウルクォイグムンズハー - ゾタクアの父方の叔父。サイクラノーシュの神。エイボンとモルギに「立ち去るがよい」という意味で「イクイ・オドシュ・オドフクロンク」という言葉を告げる。
- ブフレムフロイム族 - 土星人種族。頭部と胴体が一体化した種族。高潔な実利主義。宗教心をとうに失っている。主食はキノコ。
  - ドジュヘンクォムー - 種族の女達から、特別に選ばれた女。種族の当世代唯一の、繁殖を担う役目を負う。特別な食事で途方もない巨体に育っている。
  - 家畜 - 全身を鱗でおおわれた多足生物。
  - 鉱物植物 - 枝をまるで刃物や針のように広げる、金属製の植物。
- ドジュヒビ族 - 土星人種族。翼を持たない鳥人。宇宙について瞑想にふける。
- エフィク族 - 土星人種族。小人族。キノコの幹に穴を開けて住まう。
- グロング族 - 土星人種族。太陽や土星の輪からの光を怖れて地底に住む、未知の種族。
- イドヒーム族 - 土星人種族。フジウルクォイグムンズハーや類縁神を信仰する穏健な種族。

## 収録
- 『クトゥルー5』青心社、大島令子訳「魔道士エイボン」
- 『真ク・リトル・リトル神話大系3』国書刊行会、小林勇次訳「魔道師の挽歌」
- 『新編真ク・リトル・リトル神話大系2』国書刊行会、小林勇次訳「魔道師の挽歌」
- 『ヒュペルボレオス極北神怪譚』創元推理文庫、大瀧啓裕訳「土星への扉」
- 『エイボンの書』新紀元社、坂本雅之ほか訳「土星への扉」

## 関連作品
- 七つの呪い - スミス神話珍道中・ハイパーボリア版。
- ヴァラードのサイロンによるエイボンの生涯 - リン・カーターの神話作品。弟子サイロンが師の生涯を語る。サイロンは『魔道士エイボン/土星への扉』の作者という設定になっている。
- エイボンの書 クトゥルフ神話カルトブック - エイボンの書を再現した書籍。エイボンの一人称主役短編が幾つも収録されている。